# رحلات غير عادية
الرحلات غير العادية أو الرحلات الاستثنائية (بالفرنسية: Voyages Extraordinaires)‏، هي سلسلة من أربعة وخمسين رواية للكاتب الفرنسي جول فيرن، نشرت بين عامي 1863 و1905.

وفقا لناشر روايات فيرن (بيري-جول هيتزيل) فإن الهدف من الرحلات كان:
اهتم فيرن بالتفاصيل الدقيقة والتوافه العلمية، إلى جانب إحساسه في الإستكشافات، التي تشكل العمود الفقري للرحلات. وكان أحد الأسباب لهذا العمل، إحساسه بأن القارئ قد تعرف حق المعرفة عن الجيولوجيا، علم الأحياء، علم الفلك، علم الأحياء القديمة، علم المحيطات والأماكن الغريبة وثقافات العالم من خلال مغامرات أبطال روايات فيرن. وهذه ثروة كبيرة من المعلومات التي ميزت أعماله بأنها «روايات موسوعية».
أول روايات فيرن التي تحمل عنوان (رحلات غير عادية) كانت مغامرات الكابتن هاتراس، التي شكلت ثلث رواياته. وشملت أعماله في هذه السلسلة الروايات الخيالية وغير الخيالية، بعض رواياته التي تحمل طابع الخيال العلمي العلني (مثل، رحلة إلى مركز الأرض) أو روايات تحمل طابع الرومانسية العلمية (مثل، عشرون ألف فرسخ تحت الماء).

## الترجمات
لا تزال روايات جول فيرن من أكثر أعمال الخيال العلمي التي ترجمت إلى العديد من اللغات حول العالم، فعلى الرغم من قدمها إلأ أن تفاصيلها العلمية لا زالت تدهش القراء وتحوذ على إعجابهم في مختلف أنحاء العالم وبخاصة المهتمين بالعلوم من فئة الشباب كما حازت على إعجاب القراء في عصره. كان المترجم التركي أحمد إحسان توكغوز من أكثر من ترجموا روايات جول فيرن إلى اللغة التركية. وكان من أوائل من ترجموا أعمالًا روائية لجول فيرن إلى اللغة العربية كلُ من الأديب والمترجم اللبناني إسكندر أنطون عمون الذي قام بتعريب رواية رحلة إلى مركز الأرض وأصدرها عن دار المحروسة المصرية عام 1885 بعنوان الرحلة العلمية في قلب الكرة الأرضية، والمترجم والمؤرخ اللبناني يوسف أصاف الذي ترجم رواية حول العالم في ثمانين يومًا وأصدرها عن مطبعة المحروسة في الإسكندرية عام 1885 بعنوان الطواف حول الأرض في ثمانين يومًا.

## التأثير

### في الأدب
أثرت أعمال جول فيرن تأثيرًا واضحًا في سلسلة قصص الخيال العلمي المصورة دينوتوبيا للكاتب والرسام الأمريكي جيمس غورني، فعلى غرار جزيرة جول فيرن الغامضة، تحكي سلسلة جيمس غورني عن جزيرة يعيش فيها البشر والديناصورات معًا جنبًا إلى جنب حياة مسالمة وعادلة.

### في الأفلام
تحولت العديد من روايات السلسلة إلى عدد من الأفلام بدءًا من فيلم الخيال العلمي الفرنسي رحلة إلى القمر الذي قدمه جورج ميلييه في عام 1902، ومرورًا بالفيلم الأمريكي عشرون ألف فرسخ تحت الماء الذي أنتجته شركة والت ديزني في عام 1954، وصولًا إلى فيلم حول العالم في ثمانين يوم الذي صدر عام 2004، وقام ببطولته الممثل الأمريكي جاكي شان

صدرت عدة أفلام سينمائية مقتبسة عن رواية رحلة إلى مركز الأرض كان أولها النسخة التي أنتجتها شركة فوكس الأمريكية في 16 ديسمبر 1959 وأخرجها تشارلز براكت، وانتهت بنسخة عام 2008 من بطولة براندان فريزر وجوش هوتشرسن،

## الروايات
|    | الرواية بالعربي                                      | تاريخ النشر | بالفرنسي                                                              | بالانجليزي                                                            | ملاحظة                             |
| -- | ---------------------------------------------------- | ----------- | --------------------------------------------------------------------- | --------------------------------------------------------------------- | ---------------------------------- |
| 1  | خمسة أسابيع في منطاد                                 | 1863        | Cinq semaines en ballon                                               | Five Weeks in a Balloon                                               |                                    |
| 2  | مغامرات الكابتن هاتراس                               | 1867        | Les Aventures du capitaine Hatteras                                   | The Adventures of Captain Hatteras                                    |                                    |
| 3  | رحلة إلى مركز الأرض                                  | 1864        | Voyage au centre de la Terre                                          | A Journey to the Center of the Earth                                  |                                    |
| 4  | من الأرض إلى القمر                                   | 1865        | De la Terre à la Lune                                                 | From the Earth to the Moon                                            |                                    |
| 5  | أطفال الكابتن جرانت                                  | 1868        | Les Enfants du capitaine Grant                                        | In Search of the Castaways                                            |                                    |
| 6  | عشرون ألف فرسخ تحت البحار                            | 1870        | Vingt mille lieues sous les mers                                      | Twenty Thousand Leagues Under the Sea                                 |                                    |
| 7  | حول القمر                                            | 1870        | Autour de la Lune                                                     | Around the Moon                                                       |                                    |
| 8  | المدينة العائمة                                      | 1871        | Une ville flottante                                                   | A Floating City                                                       |                                    |
| 9  | مغامرات ثلاثة رجال إنجليز وثلاثة روس في جنوب أفريقيا | 1872        | Aventures de trois Russes et de trois Anglais dans l'Afrique australe | The Adventures of Three Englishmen and Three Russians in South Africa |                                    |
| 10 | بلاد الفراء                                          | 1873        | Le Pays des fourrures                                                 | The Fur Country                                                       |                                    |
| 11 | حول العالم في ثمانين يوم                             | 1873        | Le Tour du monde en quatre-vingts jours                               | Around the World in Eighty Days                                       |                                    |
| 12 | الجزيرة الغامضة                                      | 1874-1875   | L'Île mystérieuse                                                     | The Mysterious Island                                                 |                                    |
| 13 | المستشار                                             | 1875        | Le Chancellor                                                         | The Survivors of the Chancellor                                       |                                    |
| 14 | ميشيل ستروغوف                                        | 1876        | Michel Strogoff                                                       | Michael Strogoff                                                      |                                    |
| 15 | رحلة على مذنب                                        | 1877        | Hector Servadac                                                       | Off on a Comet                                                        | يطلق عليها أيضا هيكتور سيرفاداك    |
| 16 | جزر الهند السوداء                                    | 1877        | Les Indes noires                                                      | The Child of the Cavern                                               |                                    |
| 17 | قبطان في الخامسة عشر                                 | 1878        | Un capitaine de quinze ans                                            | Dick Sand, A Captain at Fifteen                                       |                                    |
| 18 | ثروة البيجوم                                         | 1879        | Les Cinq Cents Millions de la Bégum                                   | The Begum's Fortune / The Begum's Millions                            |                                    |
| 19 | محن صيني في الصين                                    | 1879        | Les Tribulations d'un Chinois en Chine                                | Tribulations of a Chinaman in China                                   |                                    |
| 20 | بيت البخار                                           | 1880        | La Maison à vapeur                                                    | The Steam House                                                       |                                    |
| 21 | ثمانمائة فرسخ على الأمازون                           | 1881        | La Jangada                                                            | Eight Hundred Leagues on the Amazon                                   |                                    |
| 22 | غودفري مورغان                                        | 1882        | L'École des Robinsons                                                 | Godfrey Morgan                                                        |                                    |
| 23 | الشعاع الأخضر                                        | 1882        | Le Rayon vert                                                         | The Green Ray                                                         |                                    |
| 24 | كيرابان العنيد                                       | 1883        | Kéraban-le-Têtu                                                       | Kéraban the Inflexible                                                |                                    |
| 25 | نجمة الجنوب                                          | 1884        | L'Étoile du sud                                                       | The Vanished Diamond                                                  | يطلق عليها أيضا اختفاء الألماسة    |
| 26 | الأرخبيل على النار                                   | 1884        | L'Archipel en feu                                                     | The Archipelago on Fire                                               |                                    |
| 27 | ماثياس ساندورف                                       | 1885        | Mathias Sandorf                                                       | Mathias Sandorf                                                       |                                    |
| 28 | تذكرة اليانصيب                                       | 1886        | Un billet de loterie                                                  | The Lottery Ticket                                                    |                                    |
| 29 | روبور الفاتح                                         | 1886        | Robur le Conquérant                                                   | Robur the Conqueror                                                   |                                    |
| 30 | الشمال ضد الجنوب                                     | 1887        | Nord contre Sud                                                       | Texar's Revenge, or, North Against South                              |                                    |
| 31 | الطريق إلى فرنسا                                     | 1887        | Le Chemin de France                                                   | The Flight to France                                                  |                                    |
| 32 | إجازة سنتين                                          | 1888        | Deux ans de vacances                                                  | Two Years' Vacation                                                   |                                    |
| 33 | عائلة بدون اسم                                       | 1889        | Famille-sans-nom                                                      | Family Without a Name                                                 |                                    |
| 34 | رأسا على عقب                                         | 1889        | Sans dessus dessous                                                   | The Purchase of the North Pole                                        | يطلق عليها أيضا شراء القطب الشمالي |
| 35 | قيصر كاسكابل                                         | 1890        | César Cascabel                                                        | César Cascabel                                                        |                                    |
| 36 | السيدة برانيكا                                       | 1891        | Mistress Branican                                                     | Mistress Branican                                                     |                                    |
| 37 | قلعة كاربات                                          | 1892        | Le Château des Carpathes                                              | The Carpathian Castle                                                 |                                    |
| 38 | كلوديوس بومبارنا                                     | 1892        | Claudius Bombarnac                                                    | Claudius Bombarnac                                                    |                                    |
| 39 | اللقيط مايك                                          | 1893        | P'tit-Bonhomme                                                        | Foundling Mick                                                        | يطلق عليها أيضا العثور على مايك    |
| 40 | مغامرة غريبة للسيد انتيفير                           | 1894        | Mirifiques Aventures de maître Antifer                                | Captain Antifer                                                       | يطلق عليها أيضا القبطان انتيفير    |
| 41 | الجزيرة العائمة                                      | 1895        | L'Île à hélice                                                        | Propeller Island                                                      |                                    |
| 42 | مواجهة العلم                                         | 1896        | Face au drapeau                                                       | Facing the Flag                                                       |                                    |
| 43 | كلوفيس داردينتور                                     | 1896        | Clovis Dardentor                                                      | Clovis Dardentor                                                      |                                    |
| 44 | أبو الهول الجليدي                                    | 1897        | Le Sphinx des glaces                                                  | An Antarctic Mystery                                                  | يطلق عليها أيضا لغز انتراكتيكا     |
| 45 | اورينوكو الخارق                                      | 1898        | Le Superbe Orénoque                                                   | The Mighty Orinoco                                                    |                                    |
| 46 | وصية غريب الأطوار                                    | 1899        | Le Testament d'un excentrique                                         | The Will of an Eccentric                                              |                                    |
| 47 | الوطن الثاني                                         | 1900        | Seconde patrie                                                        | The Castaways of the Flag                                             | يطلق عليها أيضا منبوذي العلم       |
| 48 | القرية اللطيفة                                       | 1901        | Le Village aérien                                                     | The Village in the Treetops                                           | يطلق عليها أيضا الغابة الكبيرة     |
| 49 | قصص جان ماري كابيدولين                               | 1901        | Les Histoires de Jean-Marie Cabidoulin                                | The Sea Serpent                                                       | يطلق عليها أيضا ثعبان البحر        |
| 50 | الأخوة كيب                                           | 1902        | Les Frères Kip                                                        | The Kip Brothers                                                      |                                    |
| 51 | منحة السفر                                           | 1903        | Bourses de voyage                                                     | Travel Scholarships                                                   |                                    |
| 52 | دراما في ليفونيا                                     | 1904        | Un drame en Livonie                                                   | A Drama in Livonia                                                    |                                    |
| 53 | سيد العالم                                           | 1904        | Maître du Monde                                                       | Master of the World                                                   |                                    |
| 54 | اجتياح البحر                                         | 1905        | L'Invasion de la mer                                                  | Invasion of the Sea                                                   |                                    |